# 蓝胡卢巴
蓝胡卢巴（学名：Trigonella coerulea）为豆科胡卢巴属下的一个种。

## 扩展阅读
- 維基物種上的相關：蓝胡卢巴